# Mohammed Ben Brahim
Mohammed Ben Brahim, de son nom complet El Houari Mohammed Ben Brahim Assarraj (1900–1954), est un poète marocain. Plus connu sous le nom du poète de Marrakech. Il a écrit des poésies pour le roi Mohammed V et pour son opposant Le Glaoui.
Ben Brahim se fait arrêter le 24 septembre 1937 et emprisonné pendant trois mois.

## Œuvre
- Omar Mounir, Le Poète de Marrakech (=Shair Al-Hamra),  Editions La Porte, Rabat, 2001.  (ISBN 9981-889-26-1)
- Ben Brahim, Mohammed (1949). “Ilayka Ya Ni Ma Sadiq”(To you my dear friend). Tetuan, Morocco: Hassania Publishing Company
- Ahmed Cherkaoui-Ikbal, Le poète de Marrakech sous les tamis (1958)
- Abdelkrim Ghallab, L'Univers du Poète de Marrakech (1982)
- Ahmed al Khoulassa, Le Poète de Marrakech dans l'histoire de la littérature contemporaine (1987)